# Niszczyciele typu Guadiana
Niszczyciele typu Guadiana – portugalskie niszczyciele z początku XX wieku. W latach 1913–1924 w stoczniach Yarrow Shipbuilders w Glasgow i Estaleiro Real de Lisboa w Lizbonie zbudowano cztery okręty tego typu. Jednostki weszły w skład Marinha Portuguesa w latach 1913–1924. Trzy okręty skreślono z listy floty w latach 30., a ostatni – „Tâmega” – został wycofany ze służby w 1945 roku.

## Projekt i budowa
Projekt okrętów typu Guadiana powstał w brytyjskiej stoczni Yarrow Shipbuilders i był zbliżony do budowanych dla Royal Navy niszczycieli typu River .
Wszystkie okręty typu Guadiana zostały zbudowane w stoczni Yarrow w Glasgow, a następnie przetransportowane w gotowych sekcjach i zmontowane w stoczni Estaleiro Real de Lisboa w Lizbonie . Jednostki zostały zwodowane w latach 1913–1922, a ukończono je w latach 1913–1924 .
| Okręt      | Oznaczenie burtowe | Stocznia           | Wodowanie            | Wejście do służby |
| ---------- | ------------------ | ------------------ | -------------------- | ----------------- |
| „Douro”    | D                  | Yarrow / Estaleiro | 22 stycznia 1913     | 1913              |
| „Guadiana” | G                  | Yarrow / Estaleiro | 21 września 1914     | 1915              |
| „Vouga”    | V                  | Yarrow / Estaleiro | 19 kwietnia 1920     | 1920              |
| „Tâmega”   | TA                 | Yarrow / Estaleiro | 21 października 1922 | 1924              |

## Dane taktyczno-techniczne

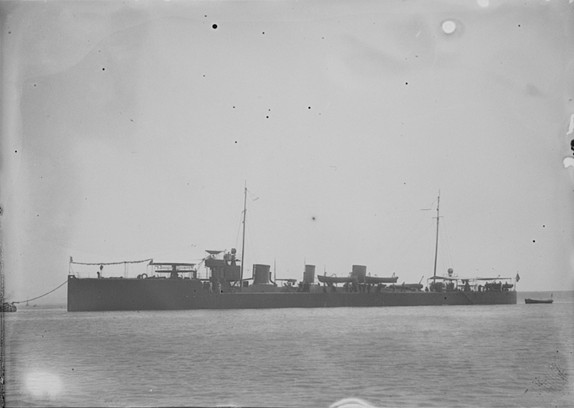
„Douro” między 1913 a 1915 r.

Okręty typu Guadiana były niewielkimi niszczycielami o długości 73,2 metra, szerokości 7,2 metra i maksymalnym zanurzeniu 2,3 metra . Wyporność standardowa wynosiła 515 ton, a pełna 660 ton . Okręty napędzane były przez dwa zestawy turbin parowych systemu Parsonsa o łącznej mocy 11 000 KM, do których parę dostarczały trzy kotły Yarrow . Prędkość maksymalna napędzanych dwiema śrubami okrętów wynosiła 27 węzłów. Okręty mogły zabrać zapas węgla o masie 146 ton, co zapewniało maksymalny zasięg 1600 Mm przy prędkości 15 węzłów .
Na uzbrojenie artyleryjskie okrętów składały się: pojedyncze działo kalibru 100 mm A10 L/45 i dwa pojedyncze działa kal. 76 mm L/40 . Uzbrojenie uzupełniały dwa podwójne aparaty torpedowe kal. 450 mm (18 cali) . 
Załoga pojedynczego okrętu składała się z 80 oficerów, podoficerów i marynarzy .

## Służba
Pierwsza para okrętów („Douro” i „Guadiana”) została przyjęta w skład Marinha Portuguesa w latach 1913–1915, a kolejna („Vouga” i „Tâmega”) dopiero po zakończeniu I wojny światowej (w latach 1920–1924) . 1 maja 1931 roku zatonęła „Vouga” . W tym samym roku ze służby został wycofany „Douro” , a w 1934 roku „Guadiana” . Najdłużej służył „Tâmega”, który podczas II wojny światowej pełnił funkcję okrętu szkolnego . Jednostka została skreślona z listy floty w 1945 roku .